# William Cameron McCool
Pour les articles homonymes, voir Cameron et McCool.
Cet article possède un paronyme, voir William Cameron.
William Cameron « Willie »[réf. souhaitée] McCool est un astronaute américain né le 23 septembre 1961 et mort le 1er février 2003 dans la désintégration de la navette spatiale Columbia lors de sa rentrée atmosphérique.

## Biographie
William Cameron McCool est né le 23 septembre 1961. Diplômé de la Haute École de Coronado (1979), il a terminé sa formation d'aviateur en août 1986. C'était un jeune astronaute (41 ans) décédé dans l’accident de Columbia (1er février 2003) dans le ciel du Texas.

## Vols réalisés
Il réalise un unique vol le 16 janvier 2003 lors de la mission STS-107, où périrent les 7 membres d'équipage le 1er février 2003, 16 minutes avant l'heure d'atterrissage prévue.

## Hommages
En mémoire des sept victimes, l'Union astronomique internationale a nommé :
- (51829) Williemccool, astéroïde ainsi que 6 autres baptisés des noms des victimes ;
- Columbia Hills, 7 collines découvertes sur la surface de Mars ;
- 7 cratères satellites du cratère lunaire Apollo.